# Kamenický rybník
Kamenický rybník je přírodní památka severně od Kamenice u Herálce v okrese Havlíčkův Brod v nadmořské výšce 570 metrů. Oblast spravuje Krajský úřad Kraje Vysočina. Důvodem ochrany je biotop oligotrofního rybníka s výskytem vegetace letněných rybníků a významných druhů rostlin a živočichů vázaných na tento biotop, populace puchýřky útlé (Coleanthus subtilis), masnice vodní (Tillaea aquatica), blatnice skvrnité (Pelobates fuscus), kuňky obecné (Bombina bombina). Součástí přírodní památky je EVL CZ0614132 Kamenický rybník.